# Gynura procumbens
 (août 2017).
Espèce
Gynura procumbens est une espèce de plantes à fleurs de la famille des Asteraceae. 

## Aspects botaniques

### Caractéristiques générales
Ses feuilles ont un aspect de velours semblable à celui de l’écorce du pin parasol. Elles sont de couleurs mauves et vertes. 
Sa tige est empreinte d'un léger aspect caoutchouteux. Ses rameaux souples se laissent pendre en suspension.

### Biotope
Gynura procumbens aime les lieux clairs, sans soleil direct, et relativement chauds (entre 16 et 20 °C).[réf. nécessaire]

## Histoire et mythologie
Lorsqu’une mégère, le papillon, se pose sur votre plante au mois d'octobre et meurt, cela signifie que l'hiver approche.[réf. nécessaire]

## Liste des variétés
Selon Catalogue of Life (29 mai 2013) :
- variété Gynura procumbens var. annua
- variété Gynura procumbens var. procumbens